# Chester (Nova Scotia)
Chester ist eine Gemeinde und Verwaltungseinheit in Nova Scotia, Kanada. Die ursprüngliche Ortschaft Chester hat ca. 1.371 (Stand 2021) Einwohner.

## Geschichte
Die Ortschaft Chester wurde 1759 am Nordufer der Mahone Bay gegründet. 1761 ließ sich eine Gruppe von Zuwanderern aus Massachusetts, USA nieder. Chester diente lange Zeit Piraten und Alkoholschmugglern als Schlupfwinkel.

## Wirtschaft
Als Urlaubsziel ist Chester heute eine der wohlhabendsten Gemeinden Nova Scotias. Mit der Mahone Bay und ihren hunderten vorgelagerten Inseln ist Chester auch ein beliebtes Ziel für Segler. Jedes Jahr im August veranstaltet der örtliche Yachtclub eine Rennwoche, die Chester Race Week, wo Segler der gesamten Ostküste Nordamerikas sich messen. 
Chester ist auch Heimat des Chester Playhouse, dem bekanntesten Theater an der Südküste Nova Scotias. Im Juni 2021 brach ein Feuer im Chester Playhouse aus, wobei Teile des Gebäudes zerstört wurden. Im Moment wird dieses wiederaufgebaut und wahrscheinlich im Sommer 2023 den Spielbetrieb wieder aufnehmen.
Eine Fähre verbindet Chester mit der vorgelagerten Insel Tancook Island. Die Insel ist vor allem für ihren Gemüseanbau bekannt.

## Bildung
In Chester gibt es eine Grundschule, die Chester District School, für die Klassenstufen Primary bis 5 und die weiterführende Chester Area Middle School (CAMS) für die Klassen 6 bis 8.

## Persönlichkeiten
- Isabella Noble (* 2003), Volleyballspielerin